# Traktor
Traktor (anciennement Traktor DJ Studio) est une gamme de logiciels professionnels pour DJ, développée par Native Instruments ainsi qu'une gamme de contrôleurs DJ sous le nom de Traktor Kontrol.

## Déclinaisons
Traktor Scratch est un logiciel de musique pour les mains de DJs sur la maîtrise de la lecture audio numérique. Il peut fonctionner comme logiciel d'émulation de vinyle, mais aussi avec des CD timecodés, ou simplement sur un logiciel de lecture audio. 
Traktor Kontrol S5 et S8 sont deux contrôleurs pour disc jockeys, dédiés à son logiciel. Le S5 intègre la gestion du nouveau format musical « Stems » de la marque allemande.